# Brachymenium walkeri
Brachymenium walkeri är en bladmossart som beskrevs av Brotherus 1899. Brachymenium walkeri ingår i släktet Brachymenium och familjen Bryaceae. Inga underarter finns listade i Catalogue of Life.